# Joppa geminata
Joppa geminata är en stekelart som först beskrevs av Joseph Kriechbaumer 1898.
Joppa geminata ingår i släktet Joppa och familjen brokparasitsteklar. Inga underarter finns listade i Catalogue of Life.